# Caroline Rapp
Caroline Rapp (* 1968) ist eine deutsche Schauspielerin.

## Leben
Caroline Rapp absolvierte ihre Schauspielausbildung bis 1997 an der Freiburger Schauspielschule im E-Werk.
Sie ist seit Ende der 1990er-Jahre als Schauspielerin vor der Kamera und auf der Theaterbühne tätig. Sie wirkte in zahlreichen Fernsehserien in Episodenrollen und in einigen Filmen mit. Sie trat auch in mehreren Kurzfilmen und Werbespots als Darstellerin auf. Rapp ist seit einigen Jahren zudem als Drehbuchautorin und Schauspiel-Dozentin tätig.
Rapp wohnt in Köln. Neben ihrer Muttersprache Deutsch spricht sie auch fließend Englisch und Französisch.

## Filmografie (Auswahl)
- 2000: Lindenstraße (Fernsehserie)
- 2001: Die Wache (Fernsehserie)
- 2002: Unter uns (Fernsehserie)
- 2003: Alarm für Cobra 11 – Die Autobahnpolizei (Fernsehserie)
- 2005: LiebesLeben (Fernsehserie)
- 2009: Barfuß bis zum Hals
- 2010: Im Angesicht des Verbrechens (Fernsehserie)
- 2012: Und weg bist du
- 2015: Macho Man
- 2015: Der Nanny
- 2016: Der geilste Tag
- 2018: Wilsberg (TV-Reihe)

## Hörspiele (Auswahl)
- 2002: Andreas Weiser: Der Knoten (Schwester) – Regie: Norbert Schaeffer (Original-Hörspiel – WDR/HR/SFB)

Quelle: ARD-Hörspieldatenbank